# Claude Dauphin
Claude Dauphin (19 de agosto de 1903 – 16 de noviembre de 1978) fue un actor cinematográfico, televisivo y teatral de nacionalidad francesa, intérprete en más de 130 filmes entre 1930 y 1978. 

## Biografía
Nacido en Corbeil-Essonnes, Francia, su verdadero nombre era Claude Marie Eugène Legrand. Su padre era Maurice Étienne Legrand, un poeta que escribió bajo el apodo de Franc-Nohain, y que fue el libretista de la opera de Maurice Ravel La hora española. Su hermano fue el presentador de radio y televisión Jean Nohain. 
Al día siguiente de finalizar el rodaje de La Belle aventure en 1942, embarcó en Niza en un submarino británico, viajando rumbo a Inglaterra.
A lo largo de su carrera rodó más de cien películas, y tuvo la ocasión de dar la voz a Fred Astaire en algunos de sus filmes, como fue el caso de The Towering Inferno, al igual que hizo con John Marley en El padrino. 
Él fue autor de Les Derniers Trombones, con anécdotas de los últimos grandes actores, y donde relata el rodaje de La Plus Belle Soirée de ma vie (1972), de Ettore Scola, película en la que actuó acompañando a Michel Simon, Pierre Brasseur y Charles Vanel.
Dauphin se casó tres veces. Sus esposas fueron las actrices Rosine Deréan, Maria Mauban, y Norma Eberhardt. Con esta última, de nacionalidad estadounidense, estuvo casado desde 1955. La pareja dividía su tiempo entre París, Los Ángeles, Nueva York y el Municipio de Ocean (condado de Monmouth, Nueva Jersey). Permanecieron unidos hasta el fallecimiento de Dauphin, ocurrido en París en 1978, a causa de una obstrucción intestinal pocas semanas antes de un nuevo rodaje. Tenía 75 años de edad. Fue enterrado en el Cementerio del Père-Lachaise. Dauphin fue el padre del humorista Jean-Claude Dauphin.

## Filmografía

### Cine
- 1932 : Une jeune fille et un million, de Fred Ellis y Max Neufeld
- 1932 : Aux urnes, citoyens !, de Jean Hémard
- 1933 : D'amour et d'eau fraîche, de Félix Gandéra
- 1935 : Dédé, de René Guissart
- 1936 : Faisons un rêve, de Sacha Guitry
- 1938 : Entrée des artistes, de Marc Allégret
- 1940 : Cavalcade d'amour, de Raymond Bernard
- 1940 : Battement de cœur, de Henri Decoin
- 1942 : Promesse à l'inconnue, de André Berthomieu
- 1942 : Les Hommes sans peur, de Yvan Noé
- 1942 : La Belle Aventure, de Marc Allégret
- 1944 : Salut à la France, de Jean Renoir
- 1945 : Félicie Nanteuil, de Marc Allégret
- 1945 : Cyrano de Bergerac, de Fernand Rivers
- 1946 : Tombé du ciel, de Emil-Edwin Reinert
- 1947 : Rendez-vous à Paris, de Gilles Grangier
- 1947 : L'Éventail, de Emil-Edwin Reinert
- 1948 : Route sans issue, de Jean Stelli
- 1948 : Croisière pour l'inconnu, de Pierre Montazel
- 1948 : Parade du rire, de Roger Verdier
- 1949 : Jean de la Lune, de Marcel Achard
- 1949 : Le Bal des pompiers, de André Berthomieu
- 1949 : Ainsi finit la nuit, de Emil-Edwin Reinert
- 1950 : La Petite Chocolatière, de André Berthomieu
- 1951 : Casque d'or, de Jacques Becker
- 1952 : Le Duel à travers les âges (Corto), de Pierre Foucaud
- 1952 : April in Paris, de David Butler
- 1953 : Innocents in Paris, de Gordon Parry
- 1953 : Les Trois Mousquetaires, de André Hunebelle
- 1954 : Phantom of the rue Morgue, de Roy Del Ruth
- 1955 : Les Mauvaises Rencontres, de Alexandre Astruc
- 1958 : The Quiet American, de Joseph L. Mankiewicz
- 1958 : Mon coquin de père, de Georges Lacombe
- 1960 : The Full Treatment, de Val Guest
- 1962 : Le Diable et les Dix Commandements, de Julien Duvivier
- 1964 : La visita del rencor (The visit/Der Besuch) de Bernhard Wicki
- 1964 : La Bonne Soupe, de Robert Thomas
- 1965 : Lady L, de Peter Ustinov
- 1965 : ¿Arde París?, de René Clément
- 1966 : Grand Prix, de John Frankenheimer
- 1967 : Dos en la carretera, de Stanley Donen
- 1967 : Lamiel, de Jean Aurel
- 1968 : Barbarella,  de Roger Vadim
- 1969 : The Madwoman of Chaillot, de Bryan Forbes
- 1972 : Églantine, de Jean-Claude Brialy
- 1972 : La più bella serata della mia vita, de Ettore Scola
- 1974 : Lo importante es amar, de Andrzej Żuławski
- 1975 : Rosebud, de Otto Preminger
- 1975 : La Course à l'échalote, de Claude Zidi
- 1976 : Le locataire, de Roman Polanski
- 1976 : Mado, de Claude Sautet
- 1977 : Le Point de mire, de Jean-Claude Tramont
- 1977 : Madame Rosa, de Moshé Mizrahi
- 1978 : Le Pion, de Christian Gion

### Televisión
- 1974 : Au théâtre ce soir : Candida de George Bernard Shaw, puesta en escena de Jean Desailly, dirección de Jean Royer, Théâtre Marigny
- 1975 : Au théâtre ce soir : On croit rêver de Jacques François, puesta en escena del autor, dirección de Pierre Sabbagh, Théâtre Édouard VII
- 1977 : Ce diable d'homme, de Marcel Camus
- 1978 : Les Miserables, de Glenn Jordan
- 1978 : Messieurs les ronds-de-cuir, de Daniel Ceccaldi

## Teatro
- 1934 : Une femme libre, de Armand Salacrou, puesta en escena de Paulette Pax, Théâtre de l'Œuvre
- 1934 : Espoir, de Henri Bernstein, Théâtre du Gymnase Marie Bell, con Victor Francen, Gabrielle Dorziat y Renée Devillers
- 1936 : Le Cœur, de Henri Bernstein, Théâtre du Gymnase Marie Bell
- 1937 : Le Voyage, de Henry Bataille, puesta en escena de Henri Bernstein, Théâtre du Gymnase Marie Bell
- 1944 : Une grande fille toute simple, de André Roussin, puesta en es cena de Louis Ducreux, Théâtre des Ambassadeurs
- 1946 : A puerta cerrada, de Jean-Paul Sartre, adaptación de Paul Bowles, Nueva York
- 1946 : Le Bal des pompiers, de Jean Nohain, puesta en escena de Pierre-Louis, Théâtre des Célestins
- 1947 : L'amour vient en jouant de Jean Bernard-Luc, puesta en escena de Pierre-Louis, Théâtre Édouard VII
- 1947 : Homard à l'américaine, de Robert Vattier y Albert Rieux, Théâtre de l'Œuvre
- 1949 : La Soif, de Henry Bernstein, Théâtre des Ambassadeurs
- 1951 : Le Rayon des jouets, de Jacques Deval, puesta en escena del autor, Théâtre de la Madeleine
- 1953 : Le Rayon des jouets, de Jacques Deval, puesta en escena del autor, Théâtre des Célestins
- 1954 : Souviens-toi mon amour, de André Birabeau, puesta en escena de Pierre Dux, Théâtre Édouard VII
- 1959 : Ange le Bienheureux de Jean-Pierre Aumont, puesta en escena de Jacques Charon, Théâtre des Célestins
- 1959 : La Folie, de Louis Ducreux, puesta en escena del autor, Théâtre de la Madeleine
- 1962 : Hedda Gabler, de Henrik Ibsen, puesta en escena de Raymond Rouleau, Théâtre Montparnasse
- 1962 : Adorable Julia, de Marc-Gilbert Sauvajon y Guy Bolton a partir de la obra de William Somerset Maugham, Théâtre Sarah Bernhardt
- 1964 : Mon Faust, de Paul Valéry, puesta en escena de Pierre Franck, Théâtre des Célestins
- 1965 : Les Séquestrés d'Altona, de Jean-Paul Sartre, puesta en escena de François Périer, Théâtre de l'Athénée-Louis-Jouvet
- 1966 : La Bouteille à l'encre, de Albert Husson, puesta en escena de Jean-Pierre Grenier, Théâtre Saint-Georges
- 1967 : Délicate Balance, de Edward Albee, puesta en escena de Jean-Louis Barrault, Théâtre de l'Odéon
- 1968 : L'Amante anglaise, de Marguerite Duras, puesta en escena de Claude Régy, Théâtre national populaire]] y Théâtre de Chaillot
- 1969 : The Price, de Arthur Miller, puesta en escena de Raymond Rouleau, Théâtre Montparnasse
- 1970 : El mercader de Venecia, de William Shakespeare, puesta en escena de Marcelle Tassencourt, Théâtre Édouard VII
- 1971 : Vestire gli ignudi, de Luigi Pirandello, puesta en escena de René Dupuy, Théâtre de l'Athénée-Louis-Jouvet
- 1974 : Dreyfus, de Jean-Claude Grumberg, puesta en escena de Jacques Rosner, Théâtre national de l'Odéon y Théâtre de Paris
- 1974 : The Creation of the World and Other Business, de Arthur Miller, puesta en escena de Jean Mercure, Théâtre de la Ville
- 1975 : L'Arrestation, de Jean Anouilh, puesta en escena de Jean Anouilh y Roland Piétri, Théâtre de l'Athénée-Louis-Jouvet
- 1976 : Le Séquoïa, de George Furth, puesta en escena de Jacques Mauclair, Théâtre de l'Athénée-Louis-Jouvet
- 1976 : L'Amante anglaise, de Marguerite Duras, puesta en escena de Claude Régy, Théâtre d'Orsay
- 1977 : Meteoro, de Friedrich Dürrenmatt, puesta en escena de Gabriel Garran, Théâtre de la Commune
- 1978 : Le Pavillon Balthazar, de Reine Bartève, puesta en escena de Gabriel Garran, Théâtre de l'Odéon
- 1978 : L'Avocat du diable, de Dore Schary, puesta en escena de Marcelle Tassencourt, Théâtre Montansier
- 1979 : L'Avocat du diable, de Dore Schary, puesta en escena de Marcelle Tassencourt, Théâtre Tristan-Bernard

Hay que señalar que Claude Dauphin recitó una versión de Pedro y el lobo, de Serguéi Prokófiev, bajo la dirección de Fritz Lehmann, en un disco editado por Deutsche Grammophon (LPE 17118).